# Tanji
Tanji este un oraș din Gambia, situat pe malul Oceanului Atlantic. Este cunoscut pentru Muzeul Satului Tanje, iar la 3 km de oraș se găsește Rezervația de Păsări Tanji.